# الفتاة البوهيمية (فلم 1936)
فيلم الفتاة البوهيمية (بالإنجليزية: The Bohemian Girl) هو نسخة سنيمائية لأوبرا «الفتاة البوهيمية» للموسيقي مايكل ويليام بالف، صدر في عام 1936، الفيلم بطولة لوريل وهاردي وثيلما تود.

## طاقم التمثيل
- ستان لوريل
- أوليفر هاردي
- ثيلما تود
- أنتونيو مورينو
- دارلا هود
- جولي بيشوب
- ماي بوش
- وليام بي كارلتون
- جيمس فينلايسون
- زيفي تيلبوري
- ميتشيل لويس
- هاري بوين
- سام لوفكين
- إيدي بوردين
- جيمس سي مورتون
- هاري برنارد
- فيليكس نايت
- بوليت جودارد

## وصلات خارجية
- مقالات تستعمل روابط فنية بلا صلة مع ويكي بيانات